# Пионерский (Воронежская область)
Пионе́рский — посёлок в Новохопёрском районе Воронежской области России.
Входит в состав Михайловского сельского поселения.

## Население
| 2010 |
| ---- |
| 135  |

## Улицы
В посёлке имеется одна улица — Пионерская

## Инфраструктура
Поселок газифицирован. Действует фельдшерско-акушерский пункт от Новохопёрской ЦРБ.